# Schupfart
Schupfart es una comuna suiza del cantón de Argovia, ubicada en el distrito de Rheinfelden. Limita al norte con las comunas Münchwilen y Eiken, al noreste con Frick, al sureste con Gipf-Oberfrick, al suroeste con Wegenstetten, al oeste con Hellikon, y al noroeste con Obermumpf. 